# Tatumbla
Tatumbla (uit het Nahuatl: "Overvloed aan kippen") is een gemeente (gemeentecode 0825) in het departement Francisco Morazán in Honduras.
De hoofdplaats bevindt zich op de hellingen van de berg Uyuca.

## Bevolking
De bevolking is als volgt verdeeld:
| Vrouwen | 3865 | 49,6% |
| Mannen  | 3934 | 50,4% |

## Dorpen
De gemeente bestaat uit zes dorpen (aldea), waarvan de grootste qua inwoneraantal: Tatumbla (code 082501) en Linaca (082506).